# Tamatusu Maru
El Tamatsu Maru fue un barco de carga japonés que operó durante la Segunda Guerra Mundial. El 19 de agosto de 1944 fue atacado por el submarino norteamericano  USS  Spadefish. Recibió el impacto de varios torpedos, resultando hundido. En esta acción perecieron la mayor parte de los 4 755 militares y 135 tripulantes que se encontraban a bordo.

## Historia
Fue  construido en 1943 para la empreso Nippon Yusen  Kaisha (NYK). En 1944  fue  reclamado por la Armada Imperial Japonesa que lo utilizó como buque de transporte de tropas y carga.